# خوداري (حديبو)

تعديل مصدري - تعديل

خوداري إحدى قرى مديرية حديبو التابعة لمحافظة سقطرى، بلغ تعداد سكانها 60 نسمة حسب تعداد اليمن لعام 2004.